# Paul Elvinger
Paul Elvinger (* 14. Oktober 1907 in Walferdingen; † 1. Dezember 1982 in Luxemburg) war ein luxemburgischer Rechtsanwalt und Politiker (DP).

## Leben
Paul Elvinger war ein Sohn des Händlers André Elvinger und dessen Frau Catherine May. Er studierte Rechtswissenschaften in Straßburg, Brüssel und Paris. 1932 erlangte er den Doktor der Rechte. Danach ließ er sich als Anwalt in Luxemburg nieder. 1935 heiratete er Jeanne Elisabeth Trierweiler. Von 1936 bis 1937 war er Präsident der Conférence du Jeune Barreau de Luxembourg. Im Zweiten Weltkrieg verlor er seine Arbeit und wurde im März 1943 in das Lager Schreckenstein deportiert. Nach seiner Rückführung im April 1945 arbeitete er bis März 1946 für das Kabinett des Innenministers Robert Als.
Elvinger war von 1953 bis 1959 Mitglied des Gemeinderats der Stadt Luxemburg. Von 1959 bis 1964 war er Minister für Justiz, Wirtschaft und Mittelstand in der Regierung Werner-Schaus I. Von 1964 bis 1968 und 1969 bis 1979 war er Abgeordneter in luxemburgischen Parlament. Dort leitete er unter anderem die Kommission für auswärtige Angelegenheiten und die Kommission Wirtschaft und Mittelstand. Zeitweilig war er Vizepräsident des Parlaments und von 1969 bis 1974 Fraktionsvorsitzender der Demokratischen Partei. Von 1969 bis 1974 gehörte er außerdem der Parlamentarischen Versammlung des Europarates und der Versammlung der Westeuropäischen Union an. 1982 starb Elvinger mit 75 Jahren in Luxemburg.